# 七和駅
七和駅（ななわえき）は、三重県桑名市大字芳ヶ崎にある、三岐鉄道北勢線の駅である。駅番号はH07。

## 歴史

### 年表
- 1914年（大正3年）4月5日：北勢鉄道によって開業。開業時より行き違い設備が設置されていた。
- 1934年（昭和9年）6月27日：社名変更により、北勢電気鉄道にの駅となる。
- 1944年（昭和19年）2月11日：会社合併により、三重交通の駅となる。
- 1963年（昭和38年）3月23日：桑名工業高校新設に伴う利用者増に備え、現在位置に駅移転。移転以前は現在地よりも桑名方にあった。
- 1964年（昭和39年）2月1日：事業譲渡により、三重電気鉄道の駅となる。
- 1965年（昭和40年）4月1日：近畿日本鉄道が三重電気鉄道を合併し近鉄の駅となる。
- 1968年（昭和43年）2月22日：駅構内貨物側線使用停止する。
- 1980年（昭和55年）8月21日：定期券発行予約駅となる。
- 2000年（平成12年）3月1日：無人化。
- 2003年（平成15年）4月1日：事業譲渡により、三岐鉄道の駅となる。
- 2004年（平成16年）4月24日：初列車より、従来の右側通行による列車行き違いを左側通行に改める。
- 2005年（平成17年）9月1日：駅舎を改装のうえ、駅前送迎スペース・無料駐輪場が新設され、供用開始される。駅舎内に自動券売機・自動精算機・自動改札機が設置され、東員駅からの遠隔制御による営業が開始される。
- 2006年（平成18年）2月15日：駅舎桑名方線路南側に残存していた旧ホームが撤去される。

### 駅名の由来
1889年（明治22年）4月1日、町村制実施に伴い、従来の7つの村 が一村に合併した際、7つの村を和すという意味で「七和村」と称することにした。本駅名はこの七和村から採ったものである。この後、1951年（昭和26年）3月2日 七和村は桑名市に編入された。

## 駅構造

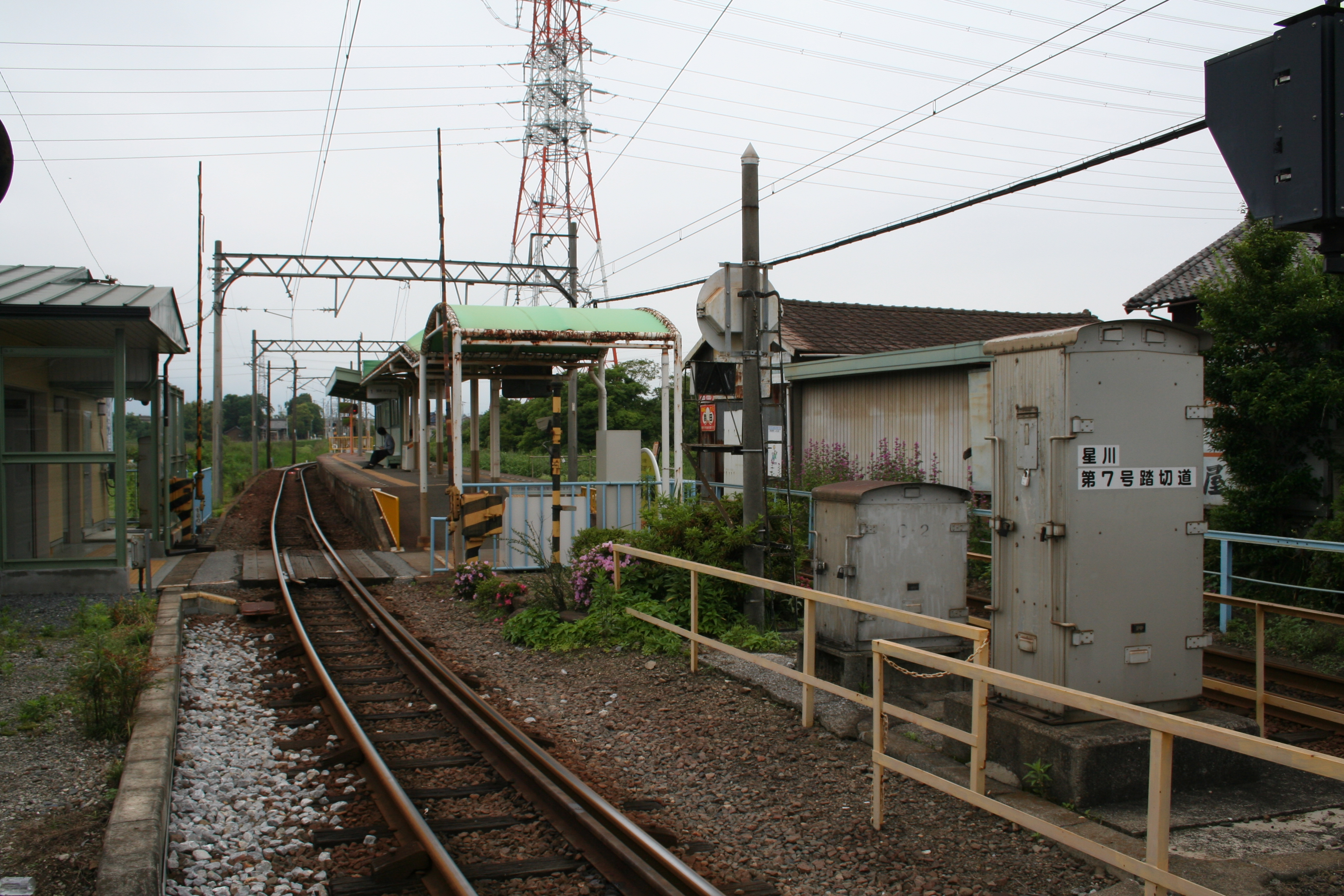
駅構内（西桑名方より見る）

島式ホーム1面2線を持つ地上駅である。2005年（平成17年）に駅舎の改装、自動券売機等の設置、トイレの新設、駅前送迎スペースの整備、駐輪場の新設工事が実施され、従来の駅から一新された。

### のりば
| ホーム | 路線     | 方向 | 行先       |
| ------ | -------- | ---- | ---------- |
| 駅舎側 | H 北勢線 | 下り | 阿下喜方面 |
| 反対側 | H 北勢線 | 上り | 西桑名方面 |

※案内上のホーム番号は割り当てられていない。
付記事項
- 西桑名方面は、下りホームから発車することもできる（折り返し運転用）。
- 安全側線が無いため、列車交換時に駅構内への上下列車の同時進入はできない。

## 特徴
- 駅舎は近鉄時代からのものであるが、2005年（平成17年）に改装工事が実施された。
- 下り線の起点側に構内通路踏切がある。
- 無人駅のため監視カメラを備え、東員駅からの遠隔監視駅となっている[2]。
- 駅舎には、自動券売機（1台）、自動改札機（2通路、うち1通路は車椅子対応のワイド型）、自動精算機（1台）を備えている。
- 普通券・回数券のみ購入が可能で、定期券の購入はできない。
- トイレは駅舎改装工事と同時に駅舎西側の改札外に新設された。現在は柵がされているため、改札外からは利用できず、改札内からのみ利用できる。多目的トイレのある男女別の水洗式。
- 待合室は設置されていない。
- 北勢線の他の駅にあるような無料駐車場はなく、車を駅に止めて電車を利用するパークアンドライドは不可能である。
- 駅前に車の停車スペースを備え、車で駅に送ってもらい電車を利用するキスアンドライドが可能である。ただし、スペースは他の北勢線の各駅に比べ狭い。
- 駅前に52台分の無料駐輪場を備えている。
- タクシーは常駐しない。
- 駅前広場に公衆電話ボックスが1基設置されている。
- バリアフリーには一部施設について対応していない（ホームスロープ部分）。

## 利用状況
「三重県統計書」によると、1日の平均乗車人員は以下の通りである。
| 年度   | 一日平均 乗車人員 |
| ------ | ----------------- |
| 1997年 | 511               |
| 1998年 | 507               |
| 1999年 | 495               |
| 2000年 | 452               |
| 2001年 | 425               |
| 2002年 | 362               |
| 2003年 | 346               |
| 2004年 | 323               |
| 2005年 | 319               |
| 2006年 | 340               |
| 2007年 | 320               |
| 2008年 | 322               |
| 2009年 | 302               |
| 2010年 | 311               |
| 2011年 | 302               |
| 2012年 | 302               |
| 2013年 | 310               |
| 2014年 | 310               |
| 2015年 | 332               |
| 2016年 | 332               |
| 2017年 | 328               |
| 2018年 | 331               |
| 2019年 | 318               |

## 駅周辺
- 桑名市七和地区市民センター
- 三重県立桑名工業高等学校
- 桑名七和郵便局
- ヤマモリ桑名工場

## 隣の駅
三岐鉄道
H 北勢線
星川駅(H06) - 七和駅(H07) - 穴太駅(H08)